# Utsiktens Bollklubb
O Utsiktens BK é um clube de futebol da Suécia. Sua sede fica localizada em Frölunda, na cidade de Gotemburgo.

O clube foi fundado em 1935.

As cores do seu equipamento são: Camisola e calções azul escuros.

Em 2015 o clube ascendeu pela primeira vez à Superettan (Segunda Divisão do Campeonato de Futebol Sueco).